# 純粹數學

E8 项目

純粹數學（pure mathematics）又称基础数学、理论数学，是一門專門研究數學本身，不以应用为目的的學問，相對概念为應用數學。
純粹數學被人視為严格、抽象和美丽，以數論、数理逻辑為其代表。自18世纪以来，純粹數學成为数学研究的一个特定种类，并随着探险、天文学、物理学、工程学等的发展而发展。

## 历史

### 19世纪
“純粹數學”这个词是从薩德萊里安纯粹数学教授这个19世纪中期建立的教授职位的全名而来的。“純粹”数学作为一门独立的学科的想法可能就是从那个时候发展起来的。高斯一代的数学家没有彻底地区分过“純粹”和“应用”。之后，专门化和专业化，特别是魏尔施特拉斯研究数学分析的方法，使得两者的区别越来越大。

### 20世纪
进入20世纪，数学家们受到希尔伯特的影响，开始使用公理系统。罗素提出了“純粹数学”的逻辑公式化方法，以量化的命题为形式。随着数学的公理化，这些公式变得越来越抽象，“严格证明”成为了简单的标准。
实际上在公理系统中，“严格”在“证明”中没有任何新意。以布尔巴基小组的观点，純粹数学就是已经被证明了的公理。纯粹数学家成为普遍接受的职业，可以通过训练而取得。

## 一般化与抽象
纯粹数学的一个核心思想就是一般化，它常常有一种更加一般化的趋势。
- 将定理或数学结构一般化能使对其理解更深
- 一般化能够简化表达，使证明更短
- 利用一般化可避免重复证明
- 一般化可为不同数学分支的联系带来便利。范畴论即是探索这种关联和共性的一个数学领域。

## 纯粹主义
关于纯粹数学和应用数学，数学家们总有不同的见解。有人认为，最有名的现代例子莫过于戈弗雷·哈罗德·哈代的一个数学家的辩白。
通常认为，哈代认为应用数学非常丑陋和枯燥。哈代偏爱纯粹数学，常把纯粹数学跟画和诗相提并论。他认为应用数学只不过是在数学框架内寻求世界的物理原理，而纯粹数学则表达了独立于物理世界的另一种真实。在他眼中，“真实”数学“具有永恒的美学价值”，而“数学的基本和枯燥的部分”拥有实用价值。